# فرودگاه بین‌المللی ال ادن
فرودگاه بین‌المللی ال ادن (به انگلیسی: El Edén International Airport) (به زبان بومی: Aeropuerto Internacional El Edén) یک فرودگاه همگانی مسافربری با کد یاتا AXM است که یک باند فرود آسفالت دارد و طول باند آن ۲٫۳۲ متر است. این فرودگاه در کشور کلمبیا قرار دارد و در ارتفاع ۱٫۲۱۶ متری از سطح دریا واقع شده است.